# 全国闘牛サミット協議会
全国闘牛サミット協議会（ぜんこくとうぎゅうさみっときょうぎかい）は島根県隠岐郡西郷町（現・隠岐郡隠岐の島町）の提唱で1998年に設立した協議会である。

## 概要
- 全隠岐牛突き連合会の呼びかけで結成された。
- 闘牛文化を持つ9つの市町村が、年1回で持ち回り方式になっている。取り巻く現状や課題そして地元には欠かせない大会が行われている。
- 事務局は岩手県久慈市にある。
- 第1回大会は島根県隠岐郡都万村で開催した

## 参加自治体
- 岩手県久慈市（旧九戸郡山形村）
- 新潟県長岡市（旧古志郡山古志村）
- 新潟県小千谷市
- 島根県隠岐の島町（旧隠岐郡西郷町、旧隠岐郡都万村）
- 愛媛県宇和島市
- 鹿児島県大島郡徳之島町
- 鹿児島県大島郡天城町
- 鹿児島県大島郡伊仙町
- 沖縄県うるま市（旧具志川市）